# Il profumo di Yvonne
Il profumo di Yvonne (Le Parfum d'Yvonne) è un film del 1994 diretto da Patrice Leconte.
È tratto dal romanzo Villa triste di Patrick Modiano.